# 青森県道126号久渡寺新寺町線
青森県道126号久渡寺新寺町線（あおもりけんどう126ごう くどじしんてらまちせん）は、青森県弘前市を通る一般県道である。

## 概要
弘前市坂元の久渡寺から北上し、弘前市新寺町の青森県道28号岩崎西目屋弘前線交点に至る。

### 路線データ
- 起点：弘前市大字坂元[1]（久渡寺）
- 終点：弘前市大字新寺町[1]（青森県道28号岩崎西目屋弘前線交点）

## 歴史
- 1961年（昭和36年）2月10日 - 県道に認定される[1]。

## 地理

### 通過する自治体
- 青森県
  - 弘前市

### 交差する道路
- 青森県道130号桔梗野富田線（弘前市樹木）
- 青森県道28号岩崎西目屋弘前線（弘前市樹木、終点）

### 沿線の施設
- 久渡寺
- 小沢龍神温泉
- 白蛇神社
- 小沢運動公園
- 弘前市立小沢小学校
- 小沢郵便局
- さとちょう
- ニチロ